# داني وليامز (لاعب كرة قدم بريطاني)
داني وليامز (بالإنجليزية: Danny Williams)‏ (20 نوفمبر 1924 في المملكة المتحدة - 3 فبراير 2019) هو مدرب كرة قدم ولاعب كرة قدم بريطاني في مركز مهاجم داخلي. لعب مع نادي روذرهام يونايتد.

## وصلات خارجية
- داني وليامز على موقع قاعدة بيانات كرة القدم.إي يو (الإنجليزية)
- داني وليامز على موقع Soccerbase.com (مدرب) (الإنجليزية)